# Place Alphonse-Allais
La place Alphonse-Allais est une place située dans le 20e arrondissement de Paris, en France.

## Origine du nom
Elle porte le nom du journaliste, écrivain et humoriste français, Alphonse Allais (1854-1905).

## Historique
La place est créée dans le cadre de l'aménagement de la Zone d'aménagement concerté (ZAC) Belleville sous le nom provisoire de « voie CU/20 » et prend sa dénomination actuelle par arrêté municipal du 28 novembre 1990. 

Autre vue
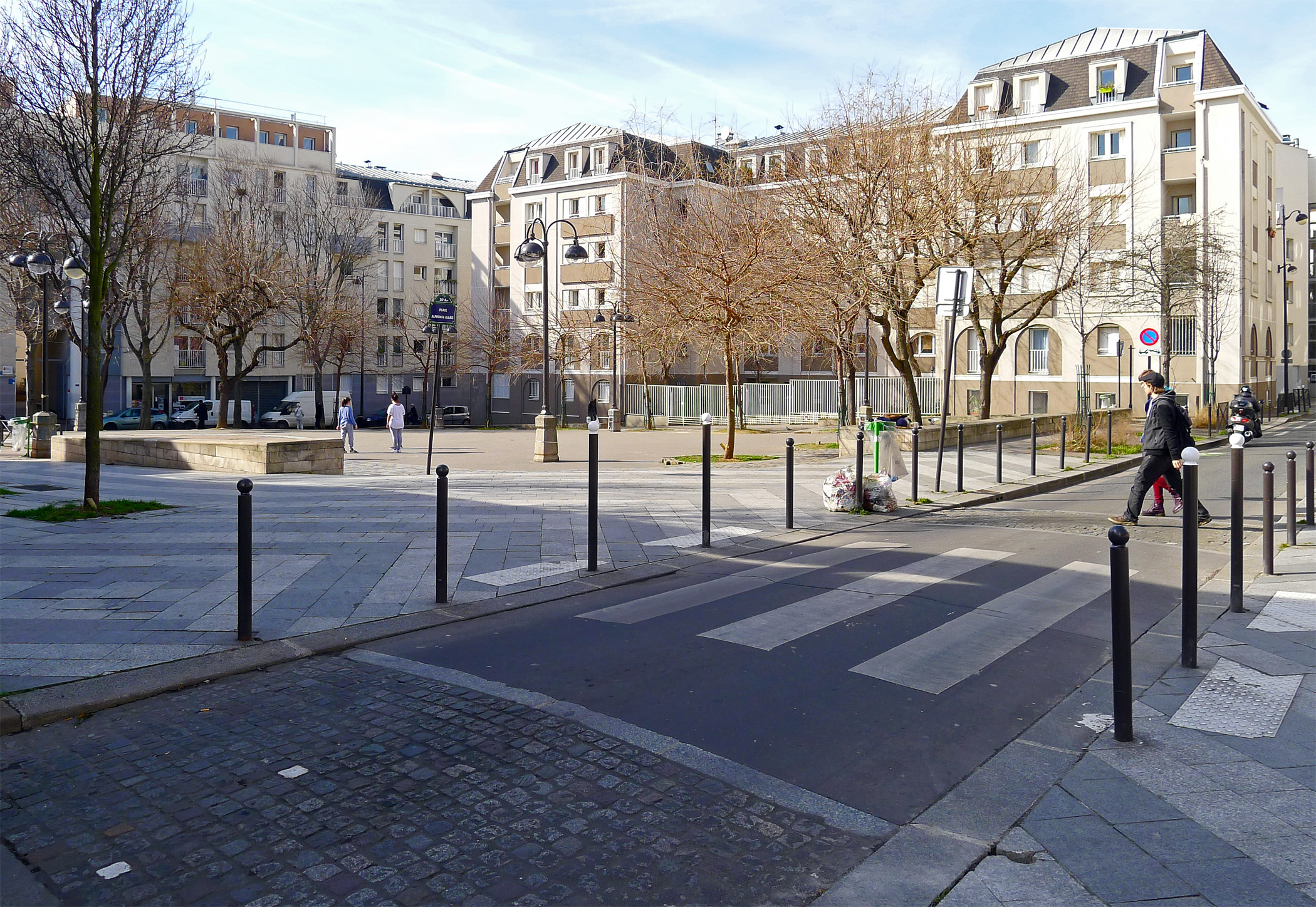